# Klaus Wolfertstetter
Klaus Wolfertstetter (* 1977 in München) ist ein deutscher Drehbuchautor und Schriftsteller.

## Leben
Nach der Schulzeit arbeitete er für Münchner Fernsehproduktionen, war anschließend Werbetexter in Köln und studierte von 2002 bis 2005 an der Internationalen Filmschule Köln das Fach Film, mit Schwerpunkt Drehbuch. Er ist Mitglied im Verband Deutscher Drehbuchautoren.
Gemeinsam mit Karin Kaçi erschuf er für den Thienemann Verlag die Jugendbuchreihe Die Klasse. In jedem Band erzählen die beiden Autoren aus dem Leben eines anderen Schülers der Klasse 9c an dem fiktiven 'Willy-Brandt-Gymnasium'. Die hierbei verwendete Erzähltechnik, bei der ein wiederkehrender erzählerischer Raum aus der Sichtweise unterschiedlicher Figuren erzählt wird, erinnert dabei an die Dramaturgie von TV-Serien. Eine Besonderheit dieser Jugendbuchreihe ist das gleichzeitige Erscheinen von zwei Reihentiteln, einer mit einer weiblichen und einer mit einer männlichen Hauptfigur.

## Werke

### Bücher
- Die Klasse 01 – Die Schwebebalkenprinzessin (2008), von Karin Kaci und Klaus Wolfertstetter
- Die Klasse 02 – Mister Unsichtbar (2008), von Klaus Wolfertstetter und Karin Kaci
- Die Klasse 03 – Die Schattentänzerin (2009), von Karin Kaci und Klaus Wolfertstetter
- Die Klasse 04 – Der Unzertrennliche (2009), von Klaus Wolfertstetter und Karin Kaci
- Die Klasse 05 – Miss S.O.S (2009), von Karin Kaci und Klaus Wolfertstetter
- Die Klasse 06 – Der Zocker (2009), von Klaus Wolfertstetter und Karin Kaci
- Die Klasse 07 – Die Rebellin (2010), von Karin Kaci und Klaus Wolfertstetter
- Die Klasse 08 – Der Versteckspieler (2010), von Klaus Wolfertstetter und Karin Kaci

### Drehbücher
- 2005: Die letzte Saison (Kurzfilm)
- 2008: Alarm für Cobra 11 – Am Ende der Jugend (Fernsehserie), gemeinsam mit Jan Martin Scharf
- 2008: Unter Wasser (Kurzfilm)
- 2011: Sommer der Gaukler (Spielfilm)
- 2013: Alarm für Cobra 11 – Das letzte Rennen (Fernsehserie), gemeinsam mit Jan Martin Scharf
- 2013: Alarm für Cobra 11 – Drift, (Fernsehserie), gemeinsam mit Jan Martin Scharf
- 2016: Letzte Spur Berlin – Sheriff (Fernsehserie)
- 2017: Jenny – Echt gerecht (Fernsehserie, 2 Folgen)
- 2018: Letzte Spur Berlin – Freigang (Fernsehserie)
- 2018: Milk & Honey (Fernsehserie), als Headautor
- 2019: Letzte Spur Berlin – Anrufe (Fernsehserie)
- 2021: Wild Republic (Fernsehserie), als Headautor & Creator, gemeinsam mit Arne Nolting & Jan Martin Scharf